# Теодор Рекс
«Теодор Рекс» — фантастичний фільм 1995 року.

## Сюжет
Нью-Йорк. 2013 рік. Динозаврів повернули до існування, і вони займають гідне місце у суспільстві — вони живуть та працюють нарівні з людьми. І у цьому дивному суспільстві з'являється не менш дивне явище — «диноцид», іншими словами — винищення динозаврів.